# Benito Olenski
Benito Olenski (Amsterdam, 22 maart 1984) is een Nederlandse voetballer die als verdediger en als middenvelder uit de voeten kan. Hij kwam uit voor SV Purmerstein, FC Volendam, Telstar en Rijnburgse Boys. Vervolgens ging hij spelen bij HFC EDO in zaterdag 1.